# Паскаль (лунный кратер)
Кратер Паскаль (лат. Pascal) — большой древний ударный кратер в северной приполярной области видимой стороны Луны. Название присвоено в честь французского математика, механика, физика, литератора и философа Блеза Паскаля (1623—1662) и утверждено Международным астрономическим союзом в 1964 г. Образование кратера относится к нектарскому периоду.

## Описание кратера

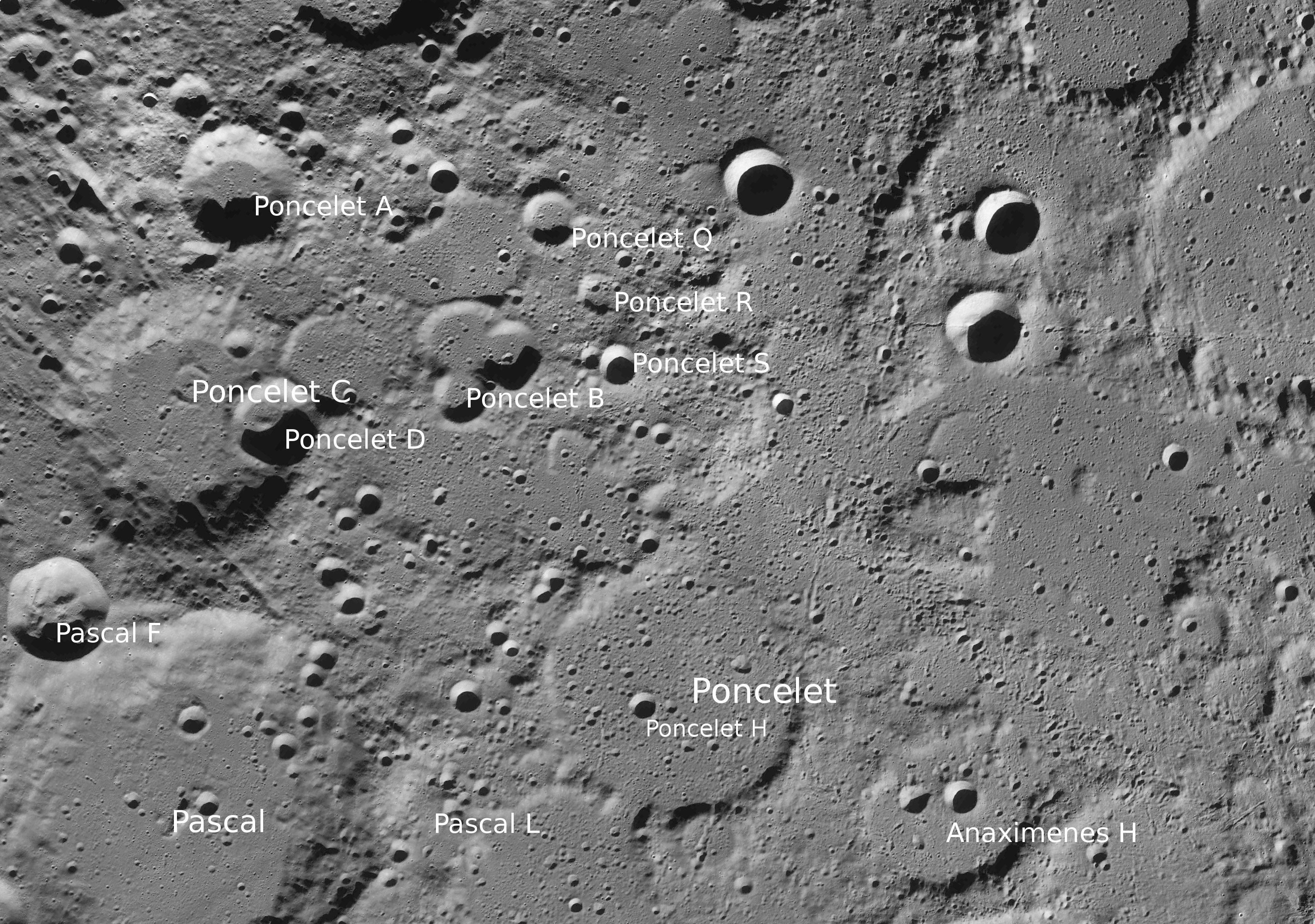
Окрестности кратера Паскаль. Снимок зонда Lunar Reconnaissance Orbiter.

Ближайшими соседями кратера являются кратер Брианшон на западе; кратер Понселе на востоке-северо-востоке и кратер Дезарг на юге. Селенографические координаты центра кратера 74°22′ с. ш. 70°38′ з. д. / 74,36° с. ш. 70,63° з. д., диаметр 108,2 км, глубина 4630 м.
Кратер Паскаль имеет полигональную форму и значительно разрушен. Вал сглажен, в северо-западной части перекрыт сателлитным кратером Паскаль F, в юго-западной - сателлитным кратером Паскаль A, в юго-восточной - сателлитным кратером Паскаль G. Северо-восточная часть вала отмечена скоплением маленьких кратеров, по касательной к ней проходят несколько борозд. Внутренний склон широкий, со следами террасовидной структуры. Высота вала над окружающей местностью достигает 1570 м, объем кратера составляет приблизительно 13700 км³. Дно чаши сравнительно ровное, переформированное лавой, отмечено множеством мелких и маленьких кратеров. В центре чаши расположен короткий хребет вытянутый с севера на юг и примыкающий к его северо-восточной части маленький чашеобразный кратер. В северной части данный хребет достигает высоты 800 м.
До получения собственного наименования в 1964 г. кратер имел обозначение Карпентер D (в системе обозначений так называемых сателлитных кратеров, расположенных в окрестностях кратера, имеющего собственное наименование).

## Сателлитные кратеры

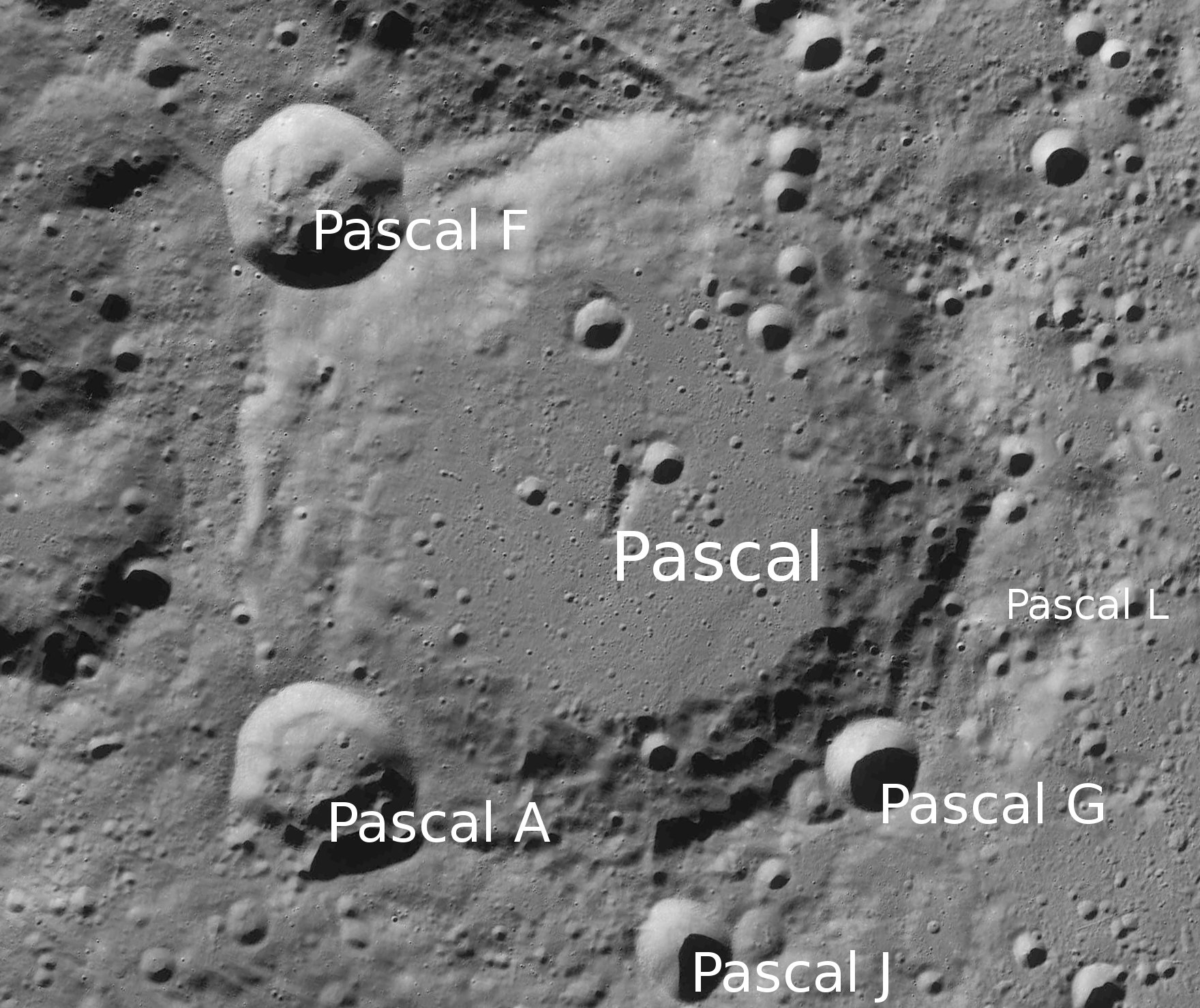
Снимок зонда Lunar Reconnaissance Orbiter.

| Паскаль | Координаты                                            | Диаметр, км |
| ------- | ----------------------------------------------------- | ----------- |
| A       | 72°55′ с. ш. 75°02′ з. д. / 72,92° с. ш. 75,04° з. д. | 29,3        |
| F       | 75°40′ с. ш. 76°13′ з. д. / 75,66° с. ш. 76,21° з. д. | 27,5        |
| G       | 73°01′ с. ш. 66°14′ з. д. / 73,01° с. ш. 66,24° з. д. | 13,7        |
| J       | 72°11′ с. ш. 69°21′ з. д. / 72,18° с. ш. 69,35° з. д. | 13,9        |
| L       | 73°45′ с. ш. 63°34′ з. д. / 73,75° с. ш. 63,56° з. д. | 18,5        |

## См.также
- Список кратеров на Луне
- Лунный кратер
- Морфологический каталог кратеров Луны
- Планетная номенклатура
- Селенография
- Минералогия Луны
- Геология Луны
- Поздняя тяжёлая бомбардировка